# Mario Stroeykens
Mario Stroeykens (Zellik, 29 september 2004) is een Belgisch voetballer die gedurende het seizoen 2020/21 doorstroomde naar het eerste elftal van RSC Anderlecht. Stroeykens speelt bij voorkeur als aanvallende middenvelder maar kan ook als aanvaller uitgespeeld worden.

## Carrière
Stroeykens begon met voetballen bij amateurclub Toekomst Relegem. Hier werd hij in 2012 weggeplukt door profclub RSC Anderlecht. Stroeykens doorliep de jeugdreeksen van Anderlecht en werd gedurende het seizoen 2020/21 door de hoofdcoach van het eerste elftal, Vincent Kompany, bij het eerste elftal gehaald. Eind december 2020 verlengde hij zijn contract bij Anderlecht tot juni 2023.
Op 15 januari 2021 liet coach Kompany hem op zestienjarige leeftijd debuteren in Eerste klasse A: in de verloren uitwedstrijd tegen KAS Eupen mocht Stroeykens in de 85ste minuut invallen voor Paul Mukairu. In de week daarop mocht hij ook tegen Sporting Charleroi en Waasland-Beveren invallen, later in het seizoen mocht hij ook invallen in de bekerwedstrijd tegen RFC Luik. Na afloop van het seizoen 2021/22, waarin hij acht keer mocht invallen bij de eerste ploeg, verlengde Stroeykens zijn contract bij Anderlecht tot 2024.

## Statistieken
| Seizoen         | Club            | Land            | Competitie         | Competitie | Competitie | Beker | Beker | Supercup | Supercup | Europees | Europees | Totaal | Totaal |
| Seizoen         | Club            | Land            | Competitie         | Wed.       | Dlp.       | Wed.  | Dlp.  | Wed.     | Dlp.     | Wed.     | Dlp.     | Wed.   | Dlp.   |
| --------------- | --------------- | --------------- | ------------------ | ---------- | ---------- | ----- | ----- | -------- | -------- | -------- | -------- | ------ | ------ |
| 2020/21         | RSC Anderlecht  | Vlag van België | Jupiler Pro League | 3          | 0          | 1     | 0     | —        | —        | —        | —        | 4      | 0      |
| 2021/22         | RSC Anderlecht  | Vlag van België | Jupiler Pro League | 7          | 0          | 0     | 0     | —        | —        | 1        | 0        | 8      | 0      |
| 2022/23         | RSC Anderlecht  | Vlag van België | Jupiler Pro League | 26         | 4          | 2     | 1     | —        | —        | 13       | 0        | 41     | 5      |
| 2022/23         | RSCA Futures    | Vlag van België | Eerste klasse B    | 1          | 0          | —     | —     | —        | —        | —        | —        | 1      | 0      |
| 2023/24         | RSC Anderlecht  | Vlag van België | Jupiler Pro League | 9          | 2          | 0     | 0     | —        | —        | —        | —        | 9      | 2      |
| Carrière totaal | Carrière totaal | Carrière totaal | Carrière totaal    | 46         | 6          | 3     | 1     | 0        | 0        | 14       | 0        | 63     | 7      |

Bijgewerkt op 25 september 2023.

## Interlandcarrière
Stroeykens debuteerde in 2019 als Belgisch jeugdinternational. Op 11 september 2023 maakte hij zijn debuut voor de Belgische beloften in de EK-kwalificatiewedstrijd tegen Kazachstan: bondscoach Gill Swerts liet hem tien minuten voor tijd invallen.

## Trivia
- Zijn twee jaar oudere broer Mathieu Stroeykens, een doelman, speelde in het verleden ook bij de jeugd van RSC Anderlecht.[4]
- Stroeykens is de neef van Henri Stanic, die de jeugdopleiding van RSC Anderlecht in 2020 ruilde voor die van Oud-Heverlee Leuven.[5]